# Jean-François Fortin (homme politique)
Pour les articles homonymes, voir Jean-François Fortin et Fortin.
Jean-François Fortin (né le 12 septembre 1973) est un homme politique québécois. Il a été député de la circonscription de Haute-Gaspésie—La Mitis—Matane—Matapédia à la Chambre des communes du Canada de 2011 à 2015. Élu pour le Bloc québécois, il en démissionne en 2014 pour fonder Forces et Démocratie, parti qu'il dirige jusqu'à son départ de la vie politique un an plus tard, après avoir échoué à se faire réélire. En 2017 il redevient maire de la municipalité de paroisse de Sainte-Flavie..

## Biographie
Jean-François Fortin fait des études en sciences politiques de l’Université du Québec à Montréal (UQAM) et possède également un certificat d’étude sur la politique étrangère de l’Union européenne obtenu à l'Université de Lyon (France). Il se spécialise en analyse politique et en relations internationales, matières qu'il enseigne au Cégep de Rimouski de janvier 2001 à mai 2011.
Il fait ses premiers pas en politique en tant que conseiller municipal de la municipalité de Sainte-Flavie, de 2003 à 2006. Il est ensuite maire de la ville jusqu'en 2009.
Lors de l'élection fédérale de 2011 il se présente pour le Bloc québécois dans la circonscription de Haute-Gaspésie—La Mitis—Matane—Matapédia afin de succéder à Jean-Yves Roy, qui ne se représenta pas en raison de problèmes de santé. Il est élu le 2 mai dans un contexte de défaite majeure pour le Bloc, il est d'ailleurs le seul nouveau député du parti à entrer à la Chambre des communes.
À la suite de la démission de Gilles Duceppe, il annonça sa candidature au poste de chef du Bloc le 17 septembre 2011. En décembre 2011 il sera écarté dès le premier tour par Maria Mourani et Daniel Paillé, ce dernier devenant le nouveau chef du Bloc.
En 2014, il soutient son collègue André Bellavance dans la nouvelle course à la chefferie du Bloc mais ce dernier est battu, à la surprise générale, par Mario Beaulieu.
Le 12 août 2014 il annonce qu'il quitte son parti pour siéger comme indépendant, dénonçant l'« intransigeance » de Mario Beaulieu et la « radicalisation » en cours du parti. Le lendemain les médias révèlent que M. Fortin avait envoyé un mois plus tôt un courriel à quelques personnes (dont, par erreur, la permanence du Bloc) dans lequel il expliquait vouloir fonder un nouveau parti « sans ligne politique » et tourné avant tout vers les régions.
Le 21 octobre 2014, en compagnie du député néodémocrate Jean-François Larose, il fonde Forces et Démocratie, un nouveau parti politique québécois sur la scène fédérale.
C'est Fortin qui est le chef de ce parti. Lors de l'élection générale du 19 octobre 2015, il se présente comme candidat de ce parti dans la circonscription d'Avignon—La Mitis—Matane—Matapédia. Il est défait. Quelques mois plus tard il annonce démissionner de la direction de Forces et Démocratie et quitter a vie politique.

## Résultats électoraux
|       | Candidat             | Parti          | # de voix | % des voix |
|       | Allen Cormier        | Conservateur   | +05 253,  | 14,99 %    |
|       | Jean-François Fortin | Bloc québécois | +12 633,  | 36,05 %    |
|       | Nancy Charest        | Libéral        | +08 964,  | 25,58 %    |
|       | Joannie Boulet       | NPD            | +07 484,  | 21,36 %    |
|       | Louis Drainville     | Vert           | +00707,   | 2,02 %     |
| Total | Total                | Total          | 35 041    | 100 %      |